# Джеремі Сісто
Дже́ремі Ме́ртон Сі́сто (англ. Jeremy Merton Sisto; нар. 6 жовтня 1974) — американський актор, найбільш відомий за ролями Біллі Ченовіта в серіалі «Клієнт завжди мертвий», детектива Сайруса Лупо у серіалі «Закон і порядок» та Джорджа Альтмана в серіалі «Передмістя». Окрім робіт на телебаченні Сісто також зіграв помітні ролі в таких фільмах, як «Ісус. Бог і людина», «Безголові», «Тринадцять» та «Поворот не туди».

## Життєпис
Джеремі Сісто народився в місті Грасс Веллі (штат Каліфорнія), у родині акторки Ріді Ґіббз та джазового музиканта Річарда Сісто. Його сестра — акторка Медов Сісто, відома за роллю Керолайн у фільмі «Капітан Рон». Сісто виріс у Чикаго, де відвідував школу імені Френсіса В. Паркера. Джеремі здійсний свій акторський дебют у 1991 році, знявшись у фільмі «Великий каньйон», а після навчання в Каліфорнійському університеті вирішив повністю присвятити себе кіно.
Після цього Сісто зіграв як головні, так і другорядні ролі в численних фільмах, серед яких «Схованка» (1995), «Безголові» (1995), «Білий шквал» (1996), «Ісус. Бог і людина» (1999), «Всередині» (2002), «Тринадцять» (2003) та «Офіціантка» (2007). Також Сісто знявся в серіалах «Клієнт завжди мертвий», «Затока Доусона», «Викрадений», «Закон і порядок» та «Передмістя».

## Особисте життя
У 1991 році Джеремі Сісто одружився з Марісою Райан, але 2002 року вони вирішили розлучитись. 5 червня 2009 року в Сісто та його дівчини Едді Лейн народилась дочка, Чарлі Баллерина, а в жовтні того ж року вони з Лейн одружились. 9 березня 2012 року в пари народилась друга дитина, хлопчик на ім'я Бастіан Кік Сісто.

## Обрана фільмографія
- 2018–дотепер — ФБР / FBI
- 2017 — Фердинанд / Ferdinand
- 2016 — По той бік дверей / The Other Side of the Door
- 2015 — Зле місто / Wicked City
- 2015 — Повернені / The Returned
- 2012 — Робот і Френк / Robot & Frank
- 2011–2014 — Передмістя / Suburgatory
- 2009 — Нічні сади / Gardens of the Night
- 2007–2010 — Закон і порядок / Law & Order
- 2007 — Офіціантка / Waitress
- 2006 — Кошмари та сновидіння: З історій Стівена Кінга / Nightmares and Dreamscapes: From the Stories of Stephen King
- 2006 — П'ятеро невідомих / Unknown
- 2006 — Населення 436 / Population 436
- 2006–2007 — Викрадений / Kidnapped
- 2005 — Зламані квіти / Broken Flowers
- 2005 — Більше, ніж кохання / A Lot Like Love
- 2004 — Ціпочки / The Heart Is Deceitful Above All Things
- 2004 — Версія 1.0 / Paranoia 1.0
- 2004 — Ю-429. Підводна в'язниця / In Enemy Hands
- 2003 — Поворот не туди / Wrong Turn
- 2003 — Тринадцять / Thirteen
- 2002 — Всередині / Inside (короткометражний фільм)
- 2002 — Мей / May
- 2002 — Юлій Цезар / Gaius Julius Caesar
- 2001–2005 — Клієнт завжди мертвий / Six Feet Under
- 2001 — Очі ангела / Angel Eyes
- 2001 — Кафе «Донс Плам» / Don's Plum
- 2000 — Злом / Track Down
- 1999 — Ісус. Бог і людина / Jesus
- 1996 — Білий шквал / White Squall
- 1995 — Безголові / Clueless
- 1995 — Місячне сяйво і Валентино / Moonlight and Valentino
- 1995 — Притулок / Hideaway
- 1994 — Екіпаж / The Crew
- 1994 — Кудлатий пес / The Shaggy Dog
- 1991 — Великий каньйон / Grand Canyon